# Sander Germanus
Sander Germanus (* 16. März 1972 in Amsterdam) ist ein niederländischer Saxophonist und Komponist.
Germanus studierte von 1988 bis 1995 am Conservatorium van Amsterdam klassisches Saxophon bei Ed Bogaard. Ab 1992 nahm er an Saxophon-Meisterklassen von Jean-Marie Londeix und Claude Delangle (Frankreich), Ryō Noda (Japan) und Krzysztof Herder (Polen) teil. Am Rotterdams Conservatorium studierte er daneben Komposition bei Peter-Jan Wagemans  und Instrumentation bei Klaas de Vries. Außerdem nahm er 1994–95 am Konservatorium Antwerpen Unterricht bei Luc Van Hove und besuchte 1995 eine Meisterklasse von Pierre Boulez. Am Orpheus-Institut in Ghent nahm er an Seminaren u. a. von Helmut Lachenmann und Jonathan Harvey teil und legte 2005 seine Diplomarbeit über mikrotonale Musik vor.
2001–02 arbeitete er als Stipendiat am Internationalen Künstlerhaus Villa Concordia in Bamberg. Seit 2007 ist er künstlerischer Leiter der Stichting Huygens-Fokker, eines Zentrums für mikrotonale Musik in Amsterdam, das im Muziekgebouw aan ’t IJ angesiedelt ist und dort die 31-Ton-Orgel von Adriaan Fokker betreut. Seit 2010 gibt er Vorlesungen über zeitgenössische Musik. Als Saxophonist ist er seit 1991 Mitglied des World Saxophone Orchestra (Sopran- und Sopraninosaxophon) und tritt seit 1998 als Solist auf.

## Werke
- Caffè Concerto für Geige und Klavier (1991/1992)
- Drie maal daags für zwei Oboen, Holzklotz und Kuhglocken (1992)
- Jatwerk voor vier helers für Saxophonquartett (1992)
- Kamerconcertje voor tuba & blokfluitkwartet (Auftragswerk für Arjan Stroop) (1993)
- De Straat für Streichquintett (1993)
- Beetje Precies für Klavier (für Niek de Vente) (1993/1994)
- Kamerconcertje voor altsaxofoon & ensemble (1995)
- Tocht für Klarinette, Horn, Geige und Cello (1995)
- Zo vergaat 't für Streichquartett (1996)
- Titatoe für Saxophonquartett und sechs Perkussionisten (1996)
- Adamsarchipel (1997)
- Back and Forward für Kammer-Funkband (1998)
- Klimmen & dalen für Streich- und Saxophonquintett (1998)
- Capriccio voor genoeg vioolsnaren für Violine solo (für Janine Janssen) (1999)
- Continental für zwei unterschiedlich gestimmte Kammerorchester (1999)
- Le Tourne-disque Antique für Holzbläserquintett (2000/2001)
- Ela für Chor und Orchester (2002)
- Intrada für Viertelton-Sopransaxophon und zwei Hörner (2002)
- Organic Movements für 31-Ton-Orgel (2002/2003)
- Thermiek für doppeltes Bläserquintett (2003)
- Steigers für Mezzosopran und sechs Bläser (2004)
- Microphobia für Altsaxophon und Stepschuhe (Auftragswerk für William Raajman) (2005)
- Lunapark für 16 Musiker (2005/2006)
- History of MIR für Vierteltontrompete und fünf Holzbläser (2006)
- Hallucinations für Streichquartett (2007)
- Piccadilly Circus für 18 Musiker (2007/2008)
- Waldorf-Astoria für 17 Musiker (2009)
- Hammerfest für zwei Klavierspieler (2010)
- Pipework für 31-Ton-Orgel (2010)
- Gallium für 31-Ton-Ensemble (2010/2011)
- Fetus' Voyage für Orchester (2011)
- Moonwalk für Saxophonquartett (2012/2013)
- Nur für Verrückte für Holzbläserquintett, Aufnahmen und Spotlights ad lib. (2013/2014)
- Stretch Your Ears! für Bigband (2008/2014)
- Quicksand für Musiker und Viertelton-Sopransaxophon (2014/2015)
- L'ultimo minuto di Donna Maria für vier Stimmen und 31-Ton-Orgel (2015)
- Beetje Preciezer für Klavier (Auftragswerk für Ralph van Raat) (2015/2016)
- Spacewalk für Klarinettenquintett (2016–2017)
- Morpheus für 96-Ton-Klavier und 31-Ton-Orgel (für Anne Veinberg und Ere Lievonen) (2017/2018)

## Weblink
- Homepage von Sander Germanus